# Antriadophila nubipennis
Antriadophila nubipennis är en tvåvingeart som beskrevs av Frederick Askew Skuse 1888. Antriadophila nubipennis ingår i släktet Antriadophila och familjen platthornsmyggor. Inga underarter finns listade i Catalogue of Life.